# Helicopsyche planata
Helicopsyche planata là một loài Trichoptera trong họ Helicopsychidae. Chúng phân bố ở vùng Tân nhiệt đới và vùng Tân Bắc giới.